# 頭襟

頭襟をかぶった天狗像

頭襟（ときん）は、山伏がかぶる帽子である。頭巾・兜巾と書かれることもあるが、頭巾（ずきん）とは形状も用途も全く異なるので要注意。

## 概要
『役行者本記』によると、役小角が701年に大赦により、配流先の伊豆大島から大和国に戻った際、ねぎらいとして文武天皇から黒色の冠を下賜されたことが頭襟の由来であるとされる。
元々の頭襟は頭にすっぽりとかぶせる大型のものであったが、江戸時代以降に小型化が進み、現在の形になった。
黒漆で塗り固めた布で作った、丸く小さい形式のもの（宝珠形）が一般的で、大日如来の五智の宝冠を表している。現代では紙製の簡素なものもあるが、かつては木製で、山中の石や落枝から頭を守り、水汲みにも使う実用を兼ねていた。十二因縁にちなんで12の襞（ひだ）を持ち、上から見ると放射状に12等分されているように縫い目がある。それを黒く染めてかぶるのは「十二因縁は無明暗黒の煩悩であるが、悟りに達すれば空（くう）であり、不動明王の頭頂にある蓮華のように清浄である」との意であるという。かぶるというよりは額の上に載せるように着用し、紐を顎の下で結んでとめる。山中で瘴気を防ぐ効果があるといわれる。
他に、1尺8寸（約54センチメートル）の黒い布を巻く小頭襟、5尺（約1.5メートル）の布を巻く長頭襟などのバリエーションがある。
江戸時代以降に登場した小型の頭襟は、ユダヤ教徒の成人男性が祈禱時に額に着用する、「テフィリン・シェル・ローシュ」（聖句箱）に似ているが、ただの偶然である。